# Brachiaria ruziziensis
Espèce
Synonymes
- Brachiaria decumbens var. ruziziensis (Germ. & Evrard) Ndab.[2]
- Brachiaria ruziziensis R. Germ. & C. M. Evrard[3]
- Brachiaria ruziziensis[4]
- Urochloa ruziziensis (préféré par NCBI)[4]
- Urochloa ruziziensis (R. Germ. & C. M. Evrard) Crins (préféré par GRIN)[3]
- Urochloa ruziziensis (R.Germ. & C.M.Evrard) Crins[2]

Brachiaria ruziziensis (également connue sous le nom de « Congo grass ») est une espèce de graminées d'Afrique tropicale du genre Brachiaria. 
Son épithète spécifique ruziziensis fait référence à la plaine de la Ruzizi, à l'est de la République Démocratique du Congo.